# Гольцгайм (Діллінген)
Гольцгайм (нім. Holzheim) — громада в Німеччині, знаходиться в землі Баварія. Підпорядковується адміністративному округу Швабія. Входить до складу району Діллінген. Центр об'єднання громад Гольцгайм.
Площа — 40,86 км2. Населення становить 3646 ос. (станом на 31 грудня 2020).